# Santi Protomartiri a Via Aurelia Antica (titolo cardinalizio)
Santi Protomartiri a Via Aurelia Antica (in latino Titulus Sanctorum Protomartyrum in via Aurelia Antiqua) è un titolo cardinalizio istituito da papa Paolo VI il 30 aprile 1969. Il titolo insiste sulla chiesa dei Santi Protomartiri Romani.
Dal 27 agosto 2022 il titolare è il cardinale Anthony Poola, arcivescovo metropolita di Hyderabad.

## Titolari
- Joseph-Albert Malula (30 aprile 1969 - 14 giugno 1989 deceduto)
- Henri Schwery (28 giugno 1991 - 7 gennaio 2021 deceduto)
- Anthony Poola, dal 27 agosto 2022